# 13 de Maio (escola de samba)
O Grêmio Recreativo Escola de Samba 13 de Maio é uma escola de samba da cidade de Maceió, no estado de Alagoas.
Criada em 1972, pelo pernambucano Manoel Joaquim do Nascimento (Seu Índio), é composta atualmente por 550 componentes.

## Carnavais
| Ano  | Colocação     | Grupo   | Enredo                                                                          | Ref.  |
| ---- | ------------- | ------- | ------------------------------------------------------------------------------- | ----- |
| 1999 | Vice-campeã   | I       | As Belezas Naturais das Praias de Alagoas                                       |       |
| 2000 | Não desfilou  |         |                                                                                 |       |
| 2001 | Não oficial   | I       | Homenagem ao Folclore Nordestino                                                |       |
| 2002 | 3º lugar      | I       | Os Campeões de Futebol dos Estados do Brasil                                    |       |
| 2003 | Vice-campeã   | I       | As Belezas das Praias Alagoanas e o Saudoso Gogó da Ema                         |       |
| 2006 | 3º lugar      | Grupo I | Fantasias, Sonhos e Ilusões: Fontes de Riquezas do Mundo Encantado das Crianças |       |
| 2007 | Não desfilou  |         |                                                                                 |       |
| 2008 | Não oficial   | I       | Entre Confetes e Serpentinas, Nasce o Amor de Pierrot e Colombina               |       |
| 2009 | Vice-campeã   | I       | Viagem de um Sonhador Sob o Céu do Paraíso da Águas                             |       |
| 2015 | Sem avaliação | *       | Lagoa do Mundaú, o tesouro das marisqueiras                                     | [ 2 ] |